# Telefon rozsuwany

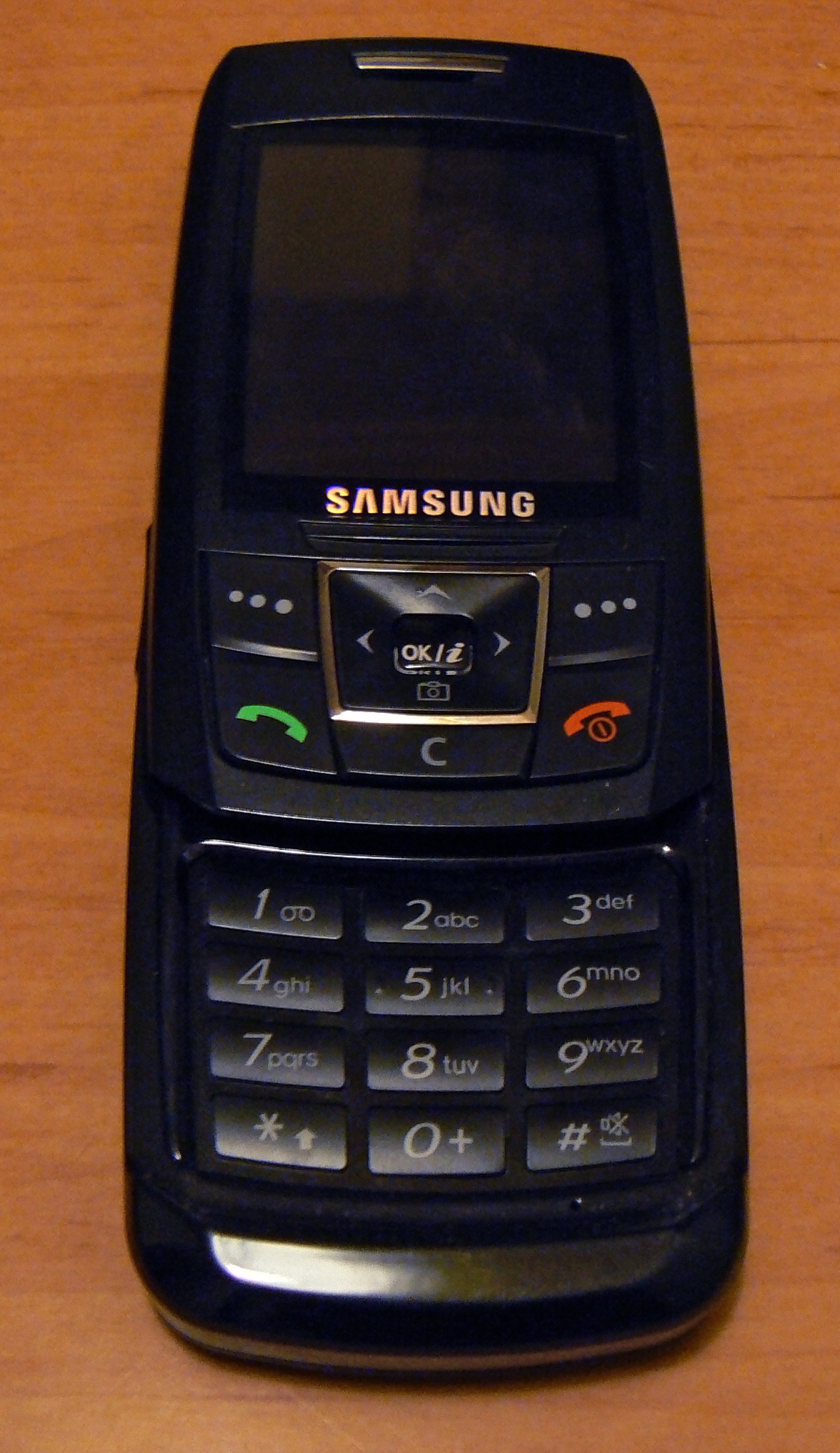
Przykład slidera - Samsung SGH-E250

Telefon rozsuwany, slider (z ang. slider – suwak) – rodzaj budowy telefonu komórkowego. Składa się z dwóch głównych elementów, które można przesuwać równolegle względem siebie po prowadnicach. W momencie złożenia na części odsłoniętej znajduje się wyświetlacz, natomiast na części zasłoniętej jest klawiatura. W takim ułożeniu zazwyczaj można, choć w ograniczonym stopniu, korzystać z funkcji telefonu.

## Zastosowania slidera
- klawiatura numeryczna (np. Sony Ericsson W910i)
- klawiatura QWERTY (np. Samsung GT-B5310 Corby PRO)
- hybryda (np. Nokia E75).